# Амуляни (остров)
Амулянѝ (на гръцки: Αμμουλιανή) е малък остров в Северна Гърция, част от дем Аристотел, област Централна Македония. На острова е разположено едноименното селище Амуляни.

## География
Амуляни е разположен в северния край на Атонския залив между втория и третия ръкав на Халкидическия полуостров, на 3 морски мили от пристанище Трипити.

## Етимология
Засвидетелствани форми на името са Αμμουλιανή, Μουλιανή, Αμολιανή. Йордан Заимов смята, че името Αμμουλιανή има българска етимология от *Моляне с протетично α от местното или водното име Мол, което е от мол-, в подмол, „дупка в бряг под водата“. Сравними са Мла̀мол, река при село Конска, Брезнишко, словенското mlàmol, „яма, бездна, пропаст“, от глагола меля: руското моломон, „бърборко“, „който мели“, местното име Молница при Клисура, Самоковско. Също толкова вероятна е етимологията от мул-, запазено в сърбохърватски mulj, „кал, тиня“, словенски mulj, „ситен пясък“, руското диалектно муль, „мътна вода“’, чешкото и полско mula, „кал“. Сравнима е местността Мулка при Мугла, Девинско. Според Заимов едва ли името е от гръцкото. *άμμουλη, умалително άμμος, „пясък“.